# Alcaudete
Alcaudete es una localidad y municipio español situado en la parte noroccidental de la comarca de la Sierra Sur, en la provincia de Jaén. Limita con los municipios jienenses de Alcalá la Real, Castillo de Locubín y Martos, y con los municipios cordobeses de Baena, Luque, Priego de Córdoba y Fuente-Tójar. Cuenta con una población de 10 243 habitantes (INE 2024). Por su término discurren los ríos Guadajoz —incluido el embalse de Vadomojón—, Víboras, San Juan y Caicena.
El municipio alcaudetense comprende los núcleos de población de Alcaudete —capital municipal—, Noguerones, La Bobadilla y Sabariego.
La altitud media de su término municipal es de 664 metros, ubicándose a 44,8km de distancia con la capital provincial, y a mitad de camino entre las ciudades de Córdoba y Granada.
Los musulmanes nombraron a la localidad como hisn al-Qabdaq o al-Qibdaq, siendo conquistaba por Fernando III en el año 1246, siendo cedida a la Orden militar de Calatrava, convirtiéndose en un punto destacado de la frontera cristiana con el Reino nazarí de Granada. A partir del siglo XIV, Alcaudete pasó a estar ligada a la familia Fernández de Córdoba y Montemayor, convirtiéndose en un señorío en 1385, y posteriormente en un Condado integrado en el Reino de Jaén. Desde el siglo XIX, forma parte de la Provincia de Jaén.
Salpicado de huertas y cultivos de olivos, el paisaje del municipio está marcado por fuertes pendientes y áreas de vega enmarcadas entre la campiña del Guadalquivir y las sierras de la subbética.

## Historia
En el término municipal de Alcaudete se han localizado hachas de piedra, puntas de flecha y lascas pertenecientes al Paleolítico Inferior, Medio y Superior, lo que indica el poblamiento del territorio desde la prehistoria. Los primeros asentamientos de pobladores se vieron favorecidos por la fertilidad de sus tierras, la abundancia de fuentes y cursos de agua, así como su relieve, que permitía la localización de aldeas en zonas elevadas desde donde controlar los avances de los posibles enemigos.
A pesar de la ausencia de restos arqueológicos, se cree que Alcaudete pudo ser fundada y poblada por los tartesos. Los túrdulos introdujeron el cultivo del olivo y la vid. En el Cerro Merino, al noreste del poblado de La Bobadilla, se ha localizado restos de una población íbera, además de una necrópolis del siglo VI a. C.

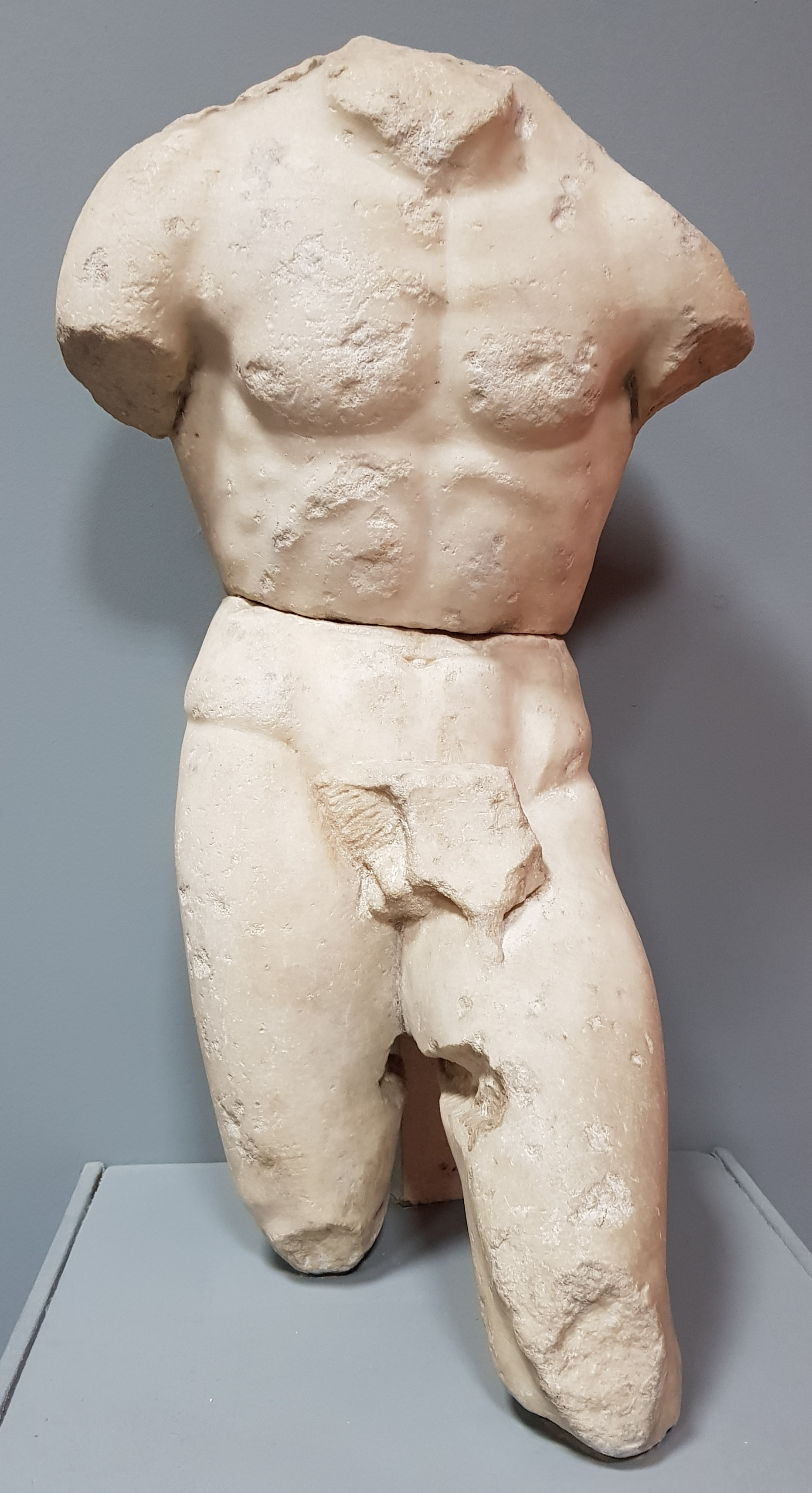
Escultura realizada en el -, localizada en La Bobadilla, término municipal de Alcaudete, y expuesta en el Museo de Jaén.

De época romana, en el término municipal se han localizado restos en tres zonas, como el Cortijo del Arroyo Ahillo, Cortijo de la Tejera y las huertas de Espejo. Tras el paso de los visigodos, Alcaudete pasó a mano de los árabes en el 715, cuando el caudillo Tarik conquista el territorio. Durante el dominio árabe, el municipio fue creciendo alrededor del castillo, construyéndose varias murallas para su defensa. En el año 1090, Alcaudete es conquistado por los almorávides, convirtiéndose posteriormente en un importante punto debido a su posición estratégica y su situación a medio camino entre Córdoba, Jaén y Granada.
En el año 1085, Alfonso VI acompañado por el Cid toma Alcaudete, aunque fue recuperada por los árabes, y cambió de manos en varias ocasiones en el siglo XIII, hasta la conquista definitiva por los cristianos, quienes la utilizaron como punto defensivo estratégico por su cercanía con el reino nazarí de Granada, lo que hizo disminuir su población, siendo habitada únicamente por parte de la guarnición militar. Tras la conquista cristiana, la localidad pasó a manos de la Orden de Calatrava. A finales del siglo XIV, la villa es enajenada de la Corona y es cedida a un particular bajo el régimen de un señorío. La rama de Montemayor de la familia Fernández de Córdoba, estableció un marco jurisdiccional en Alcaudete hasta el final del Antiguo Régimen.
Alcaudete tuvo un papel muy importante en el comercio entre el Reino de Castilla y el Reino de Granada, permitiéndose a los musulmanes comerciar en la villa. A finales del siglo XV, la gran mayoría de la población judía fue asesinada, lo que hizo descender la población, que fue sustituida por población gitana gracia al amparo de Martín Alonso de Montemayor, Señor de la ciudad.

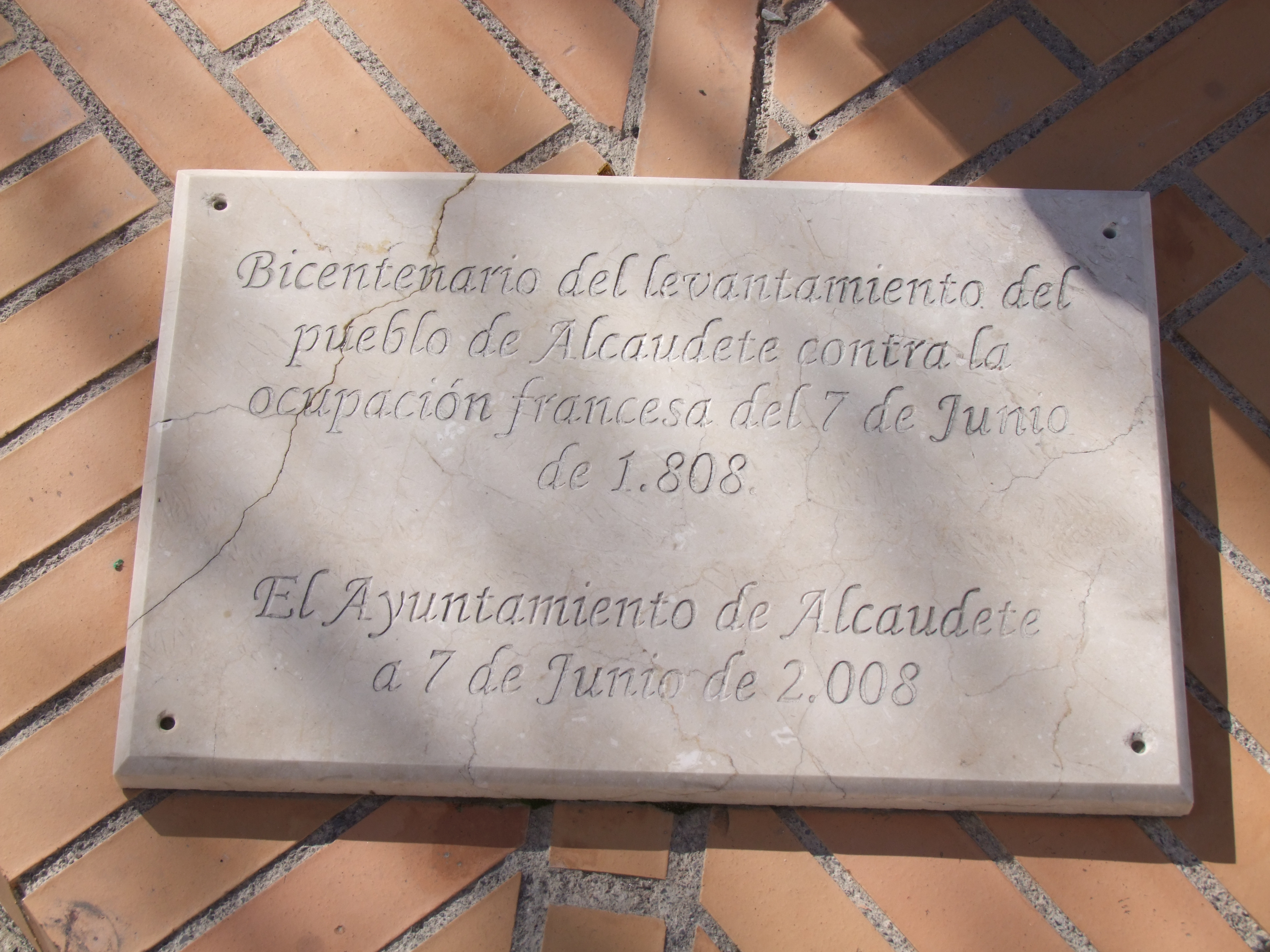
Placa conmemorativa del levantamiento popular contra los franceses en Alcaudete.

Durante el siglo XVI, aparecen núcleos rurales como Noguerones, la Bobadilla y Sabariego, además de construirse numerosos edificios religiosos como la Iglesia de San Pedro, el Convento de Santa Clara o el del Carmen, entre otros. Santa Teresa de Jesús visitó Alcaudete, pernoctando en el convento de Santa Clara. Este crecimiento durante los siglos XVII y XVIII hizo que la población sobrepasara los 5.000 habitantes. El Señorío de Alcaudete se convirtió en Condado, pasando a manos de la casa de Alba y luego a la casa del Duque de Frías, ya en el siglo XIX. Alcaudete fue el primer municipio andaluz en sublevarse contra la invasión francesa, el 7 de junio de 1808.
Durante este siglo, el municipio queda integrado en la Provincia de Jaén. En 1836 se produce una batalla entre carlistas y liberales en Alcaudete, cuando el general Alaix, al mando del bando liberal, cercó la ciudad donde se encontraba el general carlista Gómez, provocando muertos y la huida de los carlistas hasta la localidad de Martos.
Durante la guerra civil, Alcaudete formó parte de la zona republicana, cuya frontera estaba muy próxima, en el Río San Juan, por lo que el municipio sufrió numerosos bombardeos aéreos, que destruyeron parte del patrimonio monumental de la localidad. Alcaudete pasó a manos del ejército franquista el 29 de marzo de 1939. En 1946 se produce uno de los actos de represión más duros de la época franquista, la llamada matanza de la Nochevieja, cuando fueron asesinados seis simpatizantes republicanos a manos de la Guardia Civil en La Bobadilla, pedanía de Alcaudete.
En 1951, Alcaudete sufrió un terremoto que tuvo una magnitud de 5,5 en la escala de Richter y una intensidad de VIII, provocando la destrucción de varios edificios entre ellos el Santuario de la Virgen de la Fuensanta, patrona de la localidad.

## Geografía

### Localización
El término municipal de Alcaudete se encuentra situado en el suroeste de la provincia de Jaén, ocupando una extensión de 237 km². Esto representa un 1,74 % del total de la provincia y el 0,046 % del total nacional. Como centro urbano de la población se puede tomar el castillo-fortaleza que se encuentra situado a 37°35′20″ N y 4°5′0″ O, con una altitud de unos 710 m s. n. m., pudiéndose dominar desde él la población.
| Noroeste: Baena (CO)                                          | Norte: Martos       | Noreste: Martos                    |
| Oeste: Luque (CO), Fuente-Tójar (CO) y Priego de Córdoba (CO) |                     | Este: Martos y Castillo de Locubín |
| Suroeste Priego de Córdoba (CO)                               | Sur: Alcalá la Real | Sureste: Alcalá la Real            |

### Orografía
La orografía del municipio está ligeramente ondulada por colinas calizas que destacan de terrenos más o menos llanos, arcillosos, y cuya altitud varía entre los 400 y 550 m s. n. m.. Todos estos llanos y colinas se encuentran rodeados por un cinturón montañoso perteneciente a las sierras prepenibéticas, y que alcanzan la máxima altura con la Sierra Ahillos con 1455 m s. n. m. A 2 km al oeste de Alcaudete, se encuentra la Sierra Orbes con 787 m s. n. m.. El cerro Caniles llega a los 848 m s. n. m. Entre La Bobadilla y Noguerones la Sierra Villodres a más de 600 m s. n. m. Al sur San Pedro con más de 1000 m s. n. m. En dirección este-oeste, al este se eleva una cadena abrupta cuyo nombre es Ahillo y en donde se alcanzan las alturas máximas del término, con 1455 m s. n. m..
La altura del pueblo no es homogénea respecto al nivel del mar, sino que varía según la parte del mismo que consideramos. Así la plaza del ayuntamiento está a unos 640 m s. n. m., el barrio de Corea a unos 700 m s. n. m., el barrio Bajo a unos 600 m s. n. m., etc. Alcaudete se encuentra situado en las cordilleras Béticas, al norte de la zona Subbética y en contacto con la Prebética. Se pueden distinguir tres unidades:
- San Pedro al sur
- Ahillo en el centro
- Villodres al norte

Las tres unidades presentan una base común: un trias superior o Keuper de facies germánicas, compuesto por sedimentos terrestres de la llanura de inundación: margas verdes, amarillas y sobre todo rojas que contienen yesos, areniscas y material de tipo volcánico. La base de este Keuper podrá ser un Muschelkalt formado por calizas negras muy duras y sin formas por lo que no puede asegurarse que sea de esta época.
Durante el Jurásico la región se hunde al funcionar una serie de fallas del zócalo cristalino, formándose surcos en dirección este-oeste a distintas profundidades. En este momento se delimitan las tres unidades, siendo la de Villodres de tipo nerítico y las dos restantes (San Pedro y Ahillo) de tipo pelágico, más profunda la de San Pedro que la de Ahillo. En estas dos el lías inferior es calizo y de gran potencia, y sin forma, son calizas duras y dolomías. El lías medio está formado por calizas margosas de color gris y, el superior por calizas nodulosas rojas con mucha fauna y de facies Ammonitico Roseo. El Dogger y el Malm están representados en ambas unidades por calizas-blancas, duras con nódulos de sílex. El cretáceo es margoso, en general con fauna. Son margo-calizas blancas y blandas.
La parte de Villodres está poco estudiada, pero en general es menos profunda que las otras, apareciendo margas y calizas. Estas series fueron plegadas y elevadas durante los movimientos alpinos, cabalgando la serie de San Pedro sobre la de Ahillos, y ambas sobre la de Villodres. Numerosas fallas cortaron las series ya superpuestas y la erosión barrió de la zona central parte de la unidad de San Pedro apareciendo la de Ahillos. Por otra parte los sedimentos marinos no contienen minerales. Sólo hay trazas de cromo y cobre rudimentarios en la sierra de San Pedro, debido al episodio volcánico. El trías presenta une coloración roja, pero esto sólo induce un ambiente oxidante y no la presencia de hierro. En cuanto al petróleo existen numerosas rocas madre, pero faltan las rocas almacén y las trampas.
El aprovechamiento de minerales y rocas se reduce por tanto a los yesos triásicos y a las calizas. Los yesos se utilizan para la producción comercial de la comarca, y las calizas para la construcción y para cemento.
En cuanto a los suelos para la agricultura, son rentables la mayor parte de ellos, sobre todo en las riberas de los ríos, donde se ha acumulado tierra proveniente de la descomposición de la caliza, muy fértil y rica en elementos nutritivos. Su cultivo principal son los frutales. En los puntos donde el suelo no ha sido barrido por la erosión, más del 92 % es apropiado para el cultivo del olivo.
Las cimas y laderas de Ahillos, Caracolera, San Pedro, Villodres, etc., admiten una repoblación forestal a base de coníferas.
Las mayores alturas localizadas en el municipio son: la Sierra Ahillo con 1455 m, Morrón Redondo con 1020 m, Morrón Largo con 957 m, el cerro de los Santos con 831 m, la sierra de la Caracolera (de Codes) con 1285 m, la sierra de San Pedro con 1043 m, Caniles con 839 m, Torre Maestra con 812 m, la Sierra Orbes con 787 m, Calvario con 688 m, Villodres con 615 m, la Sierra Chircales con 120 m y cerro Utrera con 979 m.
Red Geodésica
| Punto geodésico | Altitud  | Número | Hoja MTN | Coordenadas                               |
| --------------- | -------- | ------ | -------- | ----------------------------------------- |
| Ahillo          | 1452,176 | 96846  | 968      | 37°36′05″N 4°01′55″O / 37.60139, -4.03194 |
| Alcaparra       | 587,812  | 94610  | 946      | 37°40′37″N 4°08′20″O / 37.67694, -4.13889 |
| Caniles         | 847,795  | 96833  | 968      | 37°33′11″N 4°03′24″O / 37.55306, -4.05667 |
| Lobos           | 595,431  | 96798  | 967      | 37°38′25″N 4°11′20″O / 37.64028, -4.18889 |

### Hidrografía
Río Víboras
Nace en el casco urbano de Fuensanta de Martos teniendo al principio el nombre de Arroyo de Fuensanta, al cual se unen otros arroyos, que al engrosar sus aguas le dan verdadero carácter de río.
Entra este río en el término de Alcaudete después de pasar por la Venta de los Pantalones, entre los cortijos del Almendro y del Pontón, recibiendo próximo al primero por la derecha el arroyo de las Rosas y por la izquierda cerca del segundo el arroyo de la Fuente la Zarza. Continua el río siendo atravesado por el puente por el que discurría el ferrocarril, cerca del que se encuentra un puente medieval, llamado "puente romano" por creerse que formaba parte de un ramal de la calzada romana.
Prosigue el Víboras entre alturas aproximadas de 500 m s. n. m., recibiendo por la derecha los arroyos del Chaparral y Despeñabueyes. Se introduce en el Vado Judío para llegar después hasta la carretera Cabra-Úbeda. Sigue discurriendo cerca de la carretera durante dos kilómetros, entre Sierra Llorosa y la Cebezuela recibiendo por la izquierda el arroyo del Llano del Arenal, y por la derecha los arroyos del Valle y de Villodres. En este trayecto tiene un puente en el Vado Hondo. Después se separa de la carretera, donde se unirá ya nuevamente en Noguerones, recibiendo el arroyo de Mazorque. Después prosigue su curso hasta unirse al río San Juan, que más tarde se une al río Guadalquivir, con el nombre de Guadajoz, represado en el embalse de Vadomojón.
El caudal de agua de este río es muy irregular, dependiendo del régimen de lluvias. En verano en algunos lugares desaparece, por la escasez de lluvias, sin embargo en invierno, con grandes tormentas llega o desbordarse. Riega unas 35 000 ha o lo largo de su recorrido. Este río supone gran importancia para el desarrollo de los cultivos de hortaliza de Alcaudete, puesto que es en las riberas de los ríos, debido a la abundancia de agua donde estos cultivos son habituales.
Este río tiene uno longitud total, hasta su unión con el río San Juan, de 37 km. Dentro del término posee unos 15,5 km de su recorrido total.
Río San Juan
Nace en el término municipal del Castillo de Locubín, aunque su nacimiento no está muy claro, parece que nace en los montes Gracia y cerro Marroquí, cerca de Valdepeñas. Entra en el término de Alcaudete por el puente de Alcalá, continua por Saltobazos dejando a su izquierda la Torre de Ajos y otros parajes. Recibe por la derecha el arroyo de Chiclana, que sirve de línea divisoria con el término del Castillo en gran longitud. Por este mismo lado recibe el arroyo Meneses. Ente río forma límite con Fuente Tójar, en el transcurso del cual recibe por la derecha el arroyo de Fuente Nueva. Vuelve a formar límite con Priego de Córdoba hasta cerca del puente de Baena, donde se le une el río Salado.
A partir de la confluencia del Salado se le da el nombre de Guadajoz. Recibe en este trayecto por la derecha el arroyo de Luceríco, al que se le une, antes de llegar a él, el arroyo de Chorreadero, Zagales y el de Viruelo. Cuando se le une el río Víboras empieza a formar límite con Baena recibiendo por la derecha el arroyo de Algibejo. Riega a lo largo de su recorrido 29 000 ha.
Al igual que el Víboras, este sufre el estiaje, pero con menor intensidad, no llegándose a secarse. Su longitud hasta el puente de Baena es de 33 km, encontrándose dentro del término 23,6 km.
Fuente Amuña
Su caudal es muy irregular, tiene un caudal muy abundante con las lluvias y disminuye considerablemente en tiempos de sequía. De esta fuente toma parte de su agua el municipio para el abastecimiento público de Alcaudete, que antes tenía carácter privado. De ahí la importancia de esta fuente, que fue un factor decisivo para el establecimiento de Alcaudete en esta zona.
Otros recursos fluviales
Además de lo mencionado anteriormente, existen en el término municipal de Alcaudete, dos lagunas de una extensión considerable, situadas al oeste del casco urbano y cerca del río Víboras, a unos 5 km de la confluencia de este con el río San Juan, y que reciben el nombre de Laguna del Chinche, más cerca del Víboras, y Laguna Honda, un poco más alejada. Sus aguas son utilizadas para el olivar de riego, y en menor grado para el regadío de las hortalizas. Por otra parte las aguas de los arroyos alcaudetenses riegan 13 500 ha, pertenecientes casi todas ellas al cultivo principal de Alcaudete, es decir, el olivo. Por importancia podemos citar: Fuente Nueva, Chiclana, Ahillo, Fuente la Zarza, Maimón, Fuente Zaide, Chorreadero, etc.
Reservas Naturales de la Laguna Honda y la Laguna del Chinche junto a la Vía Verde del Aceite
Ambos parajes hidrográficos –Laguna Honda y Laguna del Chinche- se encuentran en el término municipal de Alcaudete. Poseen una fauna importante de aves acuáticas. Están clasificadas como espacios naturales protegidos, al hacerlas reservas naturales. Junto a ellas, nos encontramos la antigua vía ferroviaria de la localidad, actualmente transformada en la Vía Verde del Aceite.

### Ecología
Dentro del término municipal de Alcaudete, existen dos espacios naturales protegidos: la reserva natural de la laguna del Chinche y de la laguna Honda (lagunas naturales de carácter endorreico).
Flora

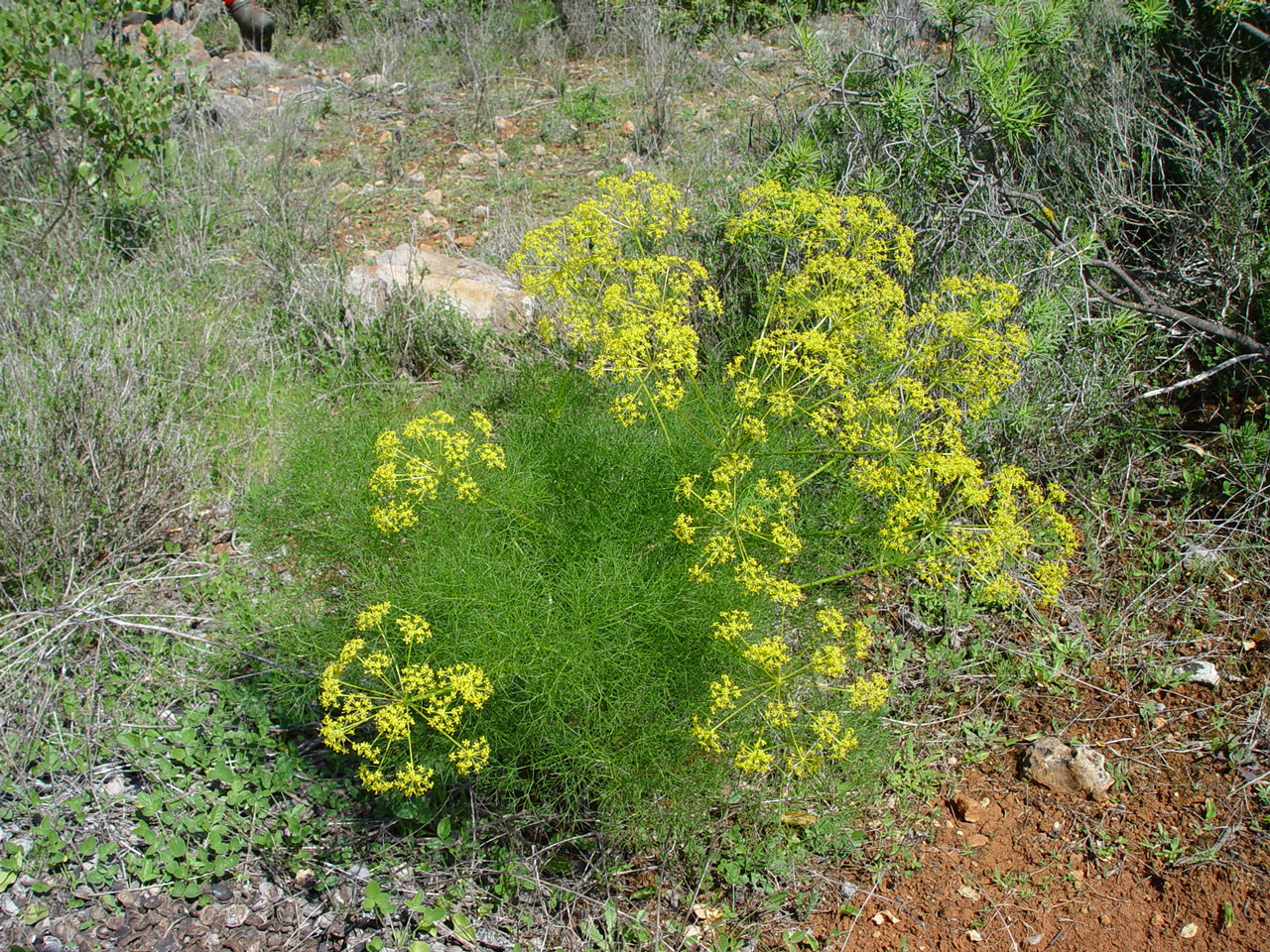
Mata de hinojo, planta utilizada en los aderezos y abundante en la zona de Alcaudete.

En Alcaudete las plantas aromáticas tienen gran importancia por su empleo familiar: (condimentos para la comida, embutidos, etc.) Entre éstas destacan: tomillo, romero, hinojos, etc.
Existen también otra serie de plantas que en cierto modo son rentables como la encina (alimentación de cerdos); zarzales (productores de moras blancas o rojas, que son frutos muy apreciadas en Alcaudete); arbulagas (caracterizada por su gran cantidad de espinas, que hace casi imposible el paso entre ellas); el acebuche (especie de olivo cuya fruta es la aceituna, pero en reducido tamaño, y que se utiliza este fruto como cebo para la caza de ciertas aves), pinos piñoneros (que están localizadas sobre todo en las cimas de los montes, aunque la producción de piñones de estos pinos es escasa); majuletos (de aspecto espinoso, su fruto es el majuleto, comestible y de color rojizo).
Además de estas plantas existen otras de menor importancia, debido al poco aprovechamiento que tienen, entre ellas destacan: quejigos, retamos, espartos (con importancia considerable debido a su utilización en la elaboración de espuertas, serones, etc.) matagallos, cornicabra, etc.
Toda esta serie de plantas nombradas se encuentran repartidas por todo el término de Alcaudete en mayor o menor medida.
Fauna

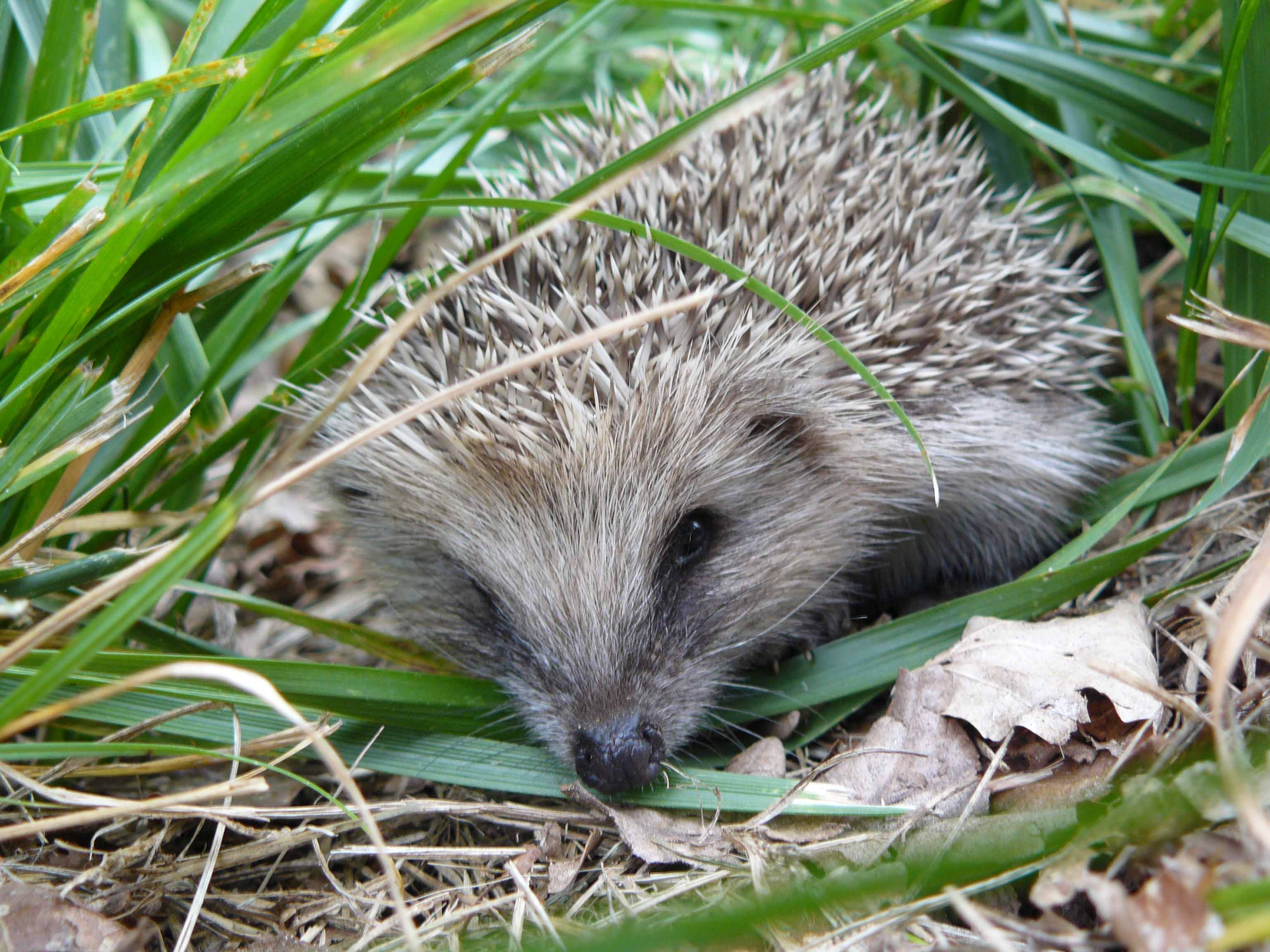
El erizo común es abundante en Alcaudete

Los animales salvajes más característicos de Alcaudete son: el tejón común, que viven en casi todo el término municipal (Sierra Orbes, Ahillos, Chaparral, etc.), el erizo que también es común en todas las zonas de Alcaudete y que es especialmente abundante en Los Noguerones, el gato montés, del cual se encuentran cada vez menos ejemplares en Alcaudete, calculándose que viven entre 3 y 7 parejas, la mayor parte en la Sierra Ahillos y alguno en la Sierra Orbes, encontrándose en fase de extinción en el municipio. La gineta que es un animal que se encuentra en todo el término municipal con un claro aumento en los últimos años. El hurón que habita en zonas boscosas y de escasa vegetación, e incluso en campos y viviendas humanas, dándose el caso que algunos de los que moran en la Sierra Ahillos o Sierra Orbes pueden ser descendientes de hurones previamente domesticados y que luego han pasado a ser totalmente salvajes. El zorro que se encuentra por todo el término municipal de Alcaudete, estando su número en progresión, aunque los descastes por veneno y caza no dejan de aumentar, por ser este animal un gran depredador de las piezas más comunes de los cazadores (conejo, perdiz, etc.). La comadreja vive por todo el término de Alcaudete, en las Sierras y en los olivares, aunque dada su gran astucia y precaución no se la suele ver frecuentemente. La liebre que se encuentra por todo el término de Alcaudete.
Además de los animales nombrados anteriormente, más comunes en Alcaudete, existen otros con menos trascendencia en la fauna como son la perdiz que se encuentra diseminada por todo el término municipal de Alcaudete; el conejo que abunda en todo el término; la víbora que se encuentran en Alcaudete en la sierra Caracolera especialmente; el jabalí que al igual que la víbora habita sobre todo en la sierra Caracolera. Abundan también otros reptiles con menor importancia, como son: el lagarto y la salamandra, así como el escorpión. Entre la fauna fluvial podemos reseñar las truchas (en la cabecera del río San Juan) y el barbo.
Además de todos los animales nombrados en este apartado, merece una especial atención debido a su poca frecuencia, no solo aquí sino en toda España, las águilas reales que se ubican en Alcaudete en ciertas épocas del año, estableciéndose en la Sierra Ahillos y en la Sierra Orbes. También existen en Alcaudete halcones en grado muy reducido, pero en mayor número que las águilas, porque frecuentan una mayor extensión: Sierra Ahillos, Sierra Orbes, Los Morrones, sierra de Chircales, etc.

## Geografía humana

### Demografía
Cuenta con una población de 10 243 habitantes (INE 2024). El 49,1% de la población es masculina, mientras que las mujeres representan el 50,9%.
Alcaudete alcanzó su máximo poblacional en la década de los años 50, cuando el municipio se acercó al límite de los 20 000 habitantes. Desde entonces, la baja natalidad, unido al éxodo rural hacia las grandes ciudades, ha provocado un continuo descenso de población hasta la actualidad, contando a día de hoy con una población similar a la que tenía hace un siglo. Entre el año 2012 y 2022, Alcaudete perdió el 7,1% de su población.
| Gráfica de evolución demográfica de Alcaudete entre 1842 y 2021                                                       |
| |
| Población de derecho según los censos de población del INE. Población de hecho según los censos de población del INE. |

La edad media de la población es de 46 años. El 16,5% de la población cuenta con menos de 20 años, el 59,5% tiene entre 20 y 64 años, mientras que los mayores de 65 años representan el 24%, lo que refleja que la población del municipio se encuentra envejecida. El número de nacimientos en el año 2023 fue de 71, mientras que las defunciones fueron 123, lo que refleja que el municipio tiene un saldo vegetativo negativo.

#### Distribución de la población
El municipio de Alcaudete tiene cuatro núcleos poblacionales: Alcaudete, Bobadilla, Noguerones y Sabariego. El 96,36% de sus habitantes viven en los distintos núcleos urbanos que componen el municipio, mientras que el 3,43% es población en diseminado. El 77,93% de los habitantes viven en el núcleo poblacional de Alcaudete, el 9,74% vive en Noguerones, el 7,52% en Bobadilla, mientras que la población de Sabariego supone el 1,36% del total municipal.
Población por núcleos en Alcaudete (2024)
| Núcleo                   | Población |
| ------------------------ | --------- |
| MUNICIPIO                | 10 265    |
| Población en núcleos     | 9 912     |
| Alcaudete                | 8 000     |
| Noguerones               | 1 000     |
| La Bobadilla             | 772       |
| Sabariego                | 140       |
| Población en diseminados | 353       |

#### Inmigración
El número de inmigrantes en el municipio en el año 2022 era de 395, lo que suponía el 3,82% de su población. El 37,72% de los inmigrantes eran de origen europeo, el 33,16% de origen africano, el 25,32% procedente del continente americano, mientras que el 3,8% de los inmigrantes proceden de Asia, no existiendo ningún inmigrante procedente de Oceanía en el municipio.  Por nacionalidades, la más representadas es la población procedente del Reino Unido, con un total de 105 ciudadanos, lo que supone un 26.58% de la población inmigrante de Alcaudete, y el 70,47% de toda la población inmigrante procedente del continente europeo. Tras la británica, los ciudadanos extranjeras más representados en el municipio eran los marroquíes, seguidos de los rumanos, senegaleses, colombianos y chinos.
El 50,89% de la población inmigrante son mujeres, mientras que los hombres representan el 49,11% de la población extranjera en el municipio. El 5,06% de la población inmigrante tiene menos de 16 años, el 7924% tiene entre 16 a 64 años, mientras que los pertenecientes al grupo de la tercera edad suponen el 15,7% de los inmigrantes.
| Continente | Países                                                                                        | Total por continentes |
| ---------- | --------------------------------------------------------------------------------------------- | --------------------- |
| Europa     | Reino Unido (105), Rumanía (22), Ucrania (4), Rusia (3), otros países (15)                    | 149                   |
| África     | Marruecos (29), Senegal (19), Argelia (6), Nigeria (3), otros países (74)                     | 131                   |
| América    | Colombia (11), Venezuela (8), Cuba (6), Perú (6), Ecuador (3), Bolivia (3), otros países (63) | 100                   |
| Asia       | China (9), Pakistán (4), otros países (2)                                                     | 15                    |
| Total      |                                                                                               | 395                   |

### Urbanismo
El urbanismo del núcleo urbano de Alcaudete está caracterizado por la presencia de numerosos desniveles. La villa tiene su origen en el cerro sobre el que, desde época romana, se construyó una fortificación desde donde controlar un amplio territorio. Sobre estos restos, los árabes que habitaban Hisn al-Qabdaq construyeron una fortaleza, situado sobre el cerro, alrededor del cual fue creciendo la villa, que quedó amurallada para su defensa bajo el gobierno de los almohades, quienes construyeron un alcázar sobre el cerro que dominaba la población. Las murallas, que hoy en día aún se conservan en algunos tramos, discurrían por las actuales calles Carril del Toril, trasera de las casas de la calle Pontanilla y parte de la calle Carnicería, traseras de las casas de la Calle Carnicería y algunas de la Plaza 28 de Febrero, y trasera de las casas de la calle Progreso y calle Paco Arriero. Para acceder a la ciudad amurallada medieval había dos arcos de acceso: la Puerta de la Villa, situada al noreste; y la Puerta de Santa Ana, al noroeste.

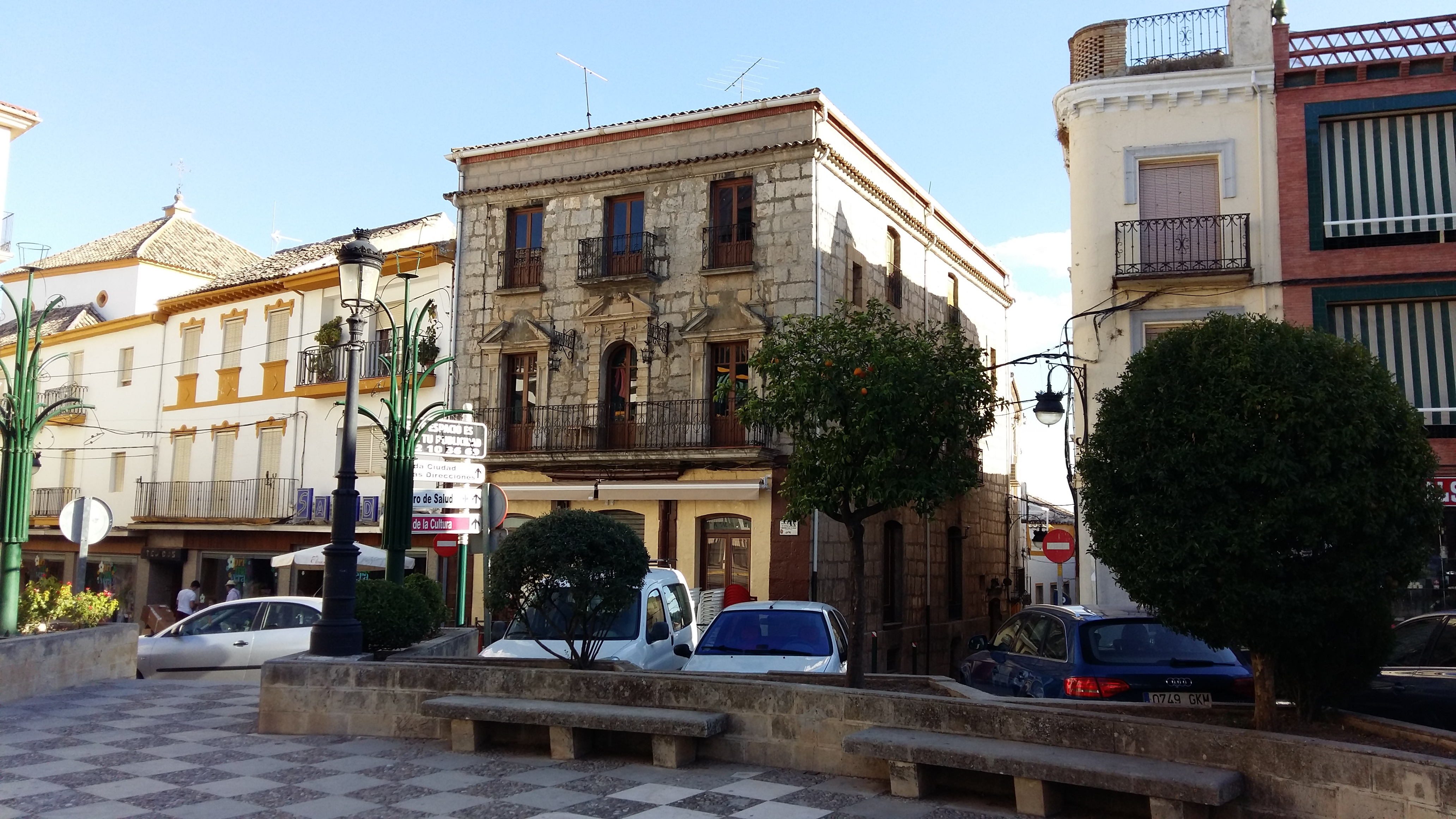
Plaza 28 de febrero, conocida como "La Plaza", eje vertebrador del urbanismo de Alcaudete.

Ya bajo domino cristiano, la villa sufrió un importante aumento demográfico a partir del siglo XVI, lo que hizo aparecer arrabales fuera de las murallas. Uno de esos arrabales, es el de San Pedro, en cuyo barrio se construyó una ermita y posteriormente la Iglesia del mismo nombre. Sin embargo, el mayor crecimiento de la villa se produjo hacia el este, donde se construyó el Convento de Santa Clara o el primitivo Convento de la Encarnación, del cual se conserva únicamente la Iglesia del Carmen. La creación del Señorío de Alcaudete trajo consigo la construcción de numerosas casas-palacios en esta zona oriental de la villa, como la del Almirantazgo (o de los Leones), levantada en el siglo XVI, siendo residencia de Doña Francisca de Mendoza, esposa del II Conde de Alcaudete e hija del virrey de Nueva España y del Perú, Antonio de Mendoza.
La villa contaba como eje vertebrador con 'la Plaza', hoy denominaba Plaza 28 de febrero, de donde partían los principales viales del municipio sobre el que se fue expandiendo. A comienzos del siglo XIX, ante la prohibición de celebrar enterramientos en las Iglesias, se construye en las afueras del núcleo urbano el Cementerio Municipal, lugar donde ya se encontraba la Ermita de Santa Catalina, de donde toma su nombre.
Después de la Guerra Civil se construyeron nuevos barrios, como el de las Protegidas, Belén y la Paz, así como el Parque y el paseo de la Fuensanta, creado en el año 1945, y el nuevo santuario de la patrona, Virgen de la Fuensanta, que había sido destruido por los terremotos del año 1951. El barrio de Belén, también conocido como Barrio Corea fue construido en la década de los 50 al este del núcleo urbano, estando limitado al norte por la calle Pilarejo, y al sur por las calles Matadero y las Peñuelas.
El municipio cuenta con otros barrios, como el de San Pedro, situado en la zona occidental del casco urbano; el Barrio Bajo, al suroeste de Alcaudete, enmarcado por el cerro del Castillo Calatravo al norte y por la antigua Carretera de Córdoba al sur; el Barrio del Palomar, situado a los pies del Cerro de la Pedrera; el de las Cuevas, al norte del núcleo urbano, donde se encuentra la Fuente de las Cuevas y cercano a la Ermita de San Antón. El barrio de las Cañadillas fue creado en la década de los años 60, 70 y 80, al norte de la calle Pilarejo, vial de salida del municipio hacia el noreste, donde se construyó la Plaza de la Constitución. Al este del municipio se creó la Avenida de Andalucía como eje comunicador norte-sur de esta zona del núcleo urbano.
La pérdida de población en el municipio desde la década de los años 60, ha marcado la falta de nuevos barrios y nuevas formas de urbanizaciones, con escasos ejemplo como el de la Urbanización la Fuensanta, creado alrededor del parque del mismo nombre a partir de los años 90. En los últimos años, el Ayuntamiento del municipio ha venido adecentando el aspecto urbano de las calles de la localidad, en algunos casos con nuevas pavimentaciones, y en otros casos adquiriendo viviendas para posteriormente demolerla y crear nuevos espacios, como en el barrio de San Pedro. En dicho barrio, el derribo de viviendas cercanas a la Iglesia del mismo nombre, ha permitido la creación de una nueva plaza.

## Economía
La actividad económica principal es la agricultura y la industria agroalimentaria transformadora, sobre todo, el olivar. Y cada vez con mayor importancia, destacan, dentro del sector industrial, la industria conservera, los dulces y mantecados, los frutos secos, el yeso y los muebles de cocina y baño.
En 2023, Alcaudete contaba con un total de 1.149 establecimientos económicos, siendo prácticamente la mitad de ellos (el 45,6%) establecimientos con hasta 5 asalariados. El 39,43% eran establecimientos sin asalariados, el 12,53% contaban con entre 6 y 19 asalariados, mientras que solo 28 establecimientos (el 2,44%) tenían más de 20 asalariados. Las principales actividades económicas en 2023 eran la agricultura y la ganadería, seguida del comercial al por mayor y por menor, la industria manufacturera, la construcción y la hostelería.

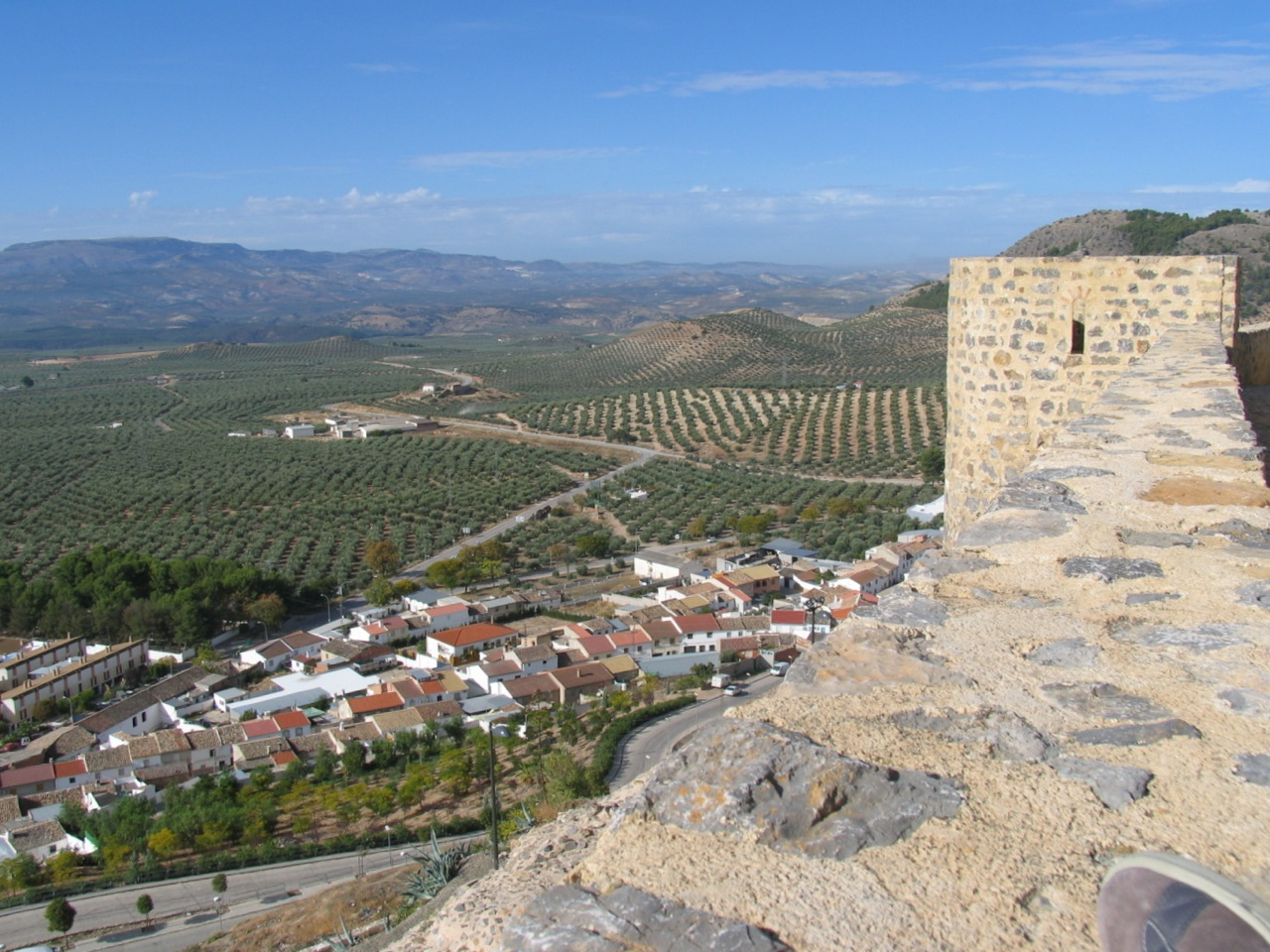
Cultivos de olivar en Alcaudete

### Agricultura y ganadería
El sector agrario es la principal actividad económica del municipio. El cultivo del olivar ocupa tres cuartas partes de la superficie de su término municipal, donde también se cultivan cereales y vid. Además, las huertas de frutas y hortalizas son muy abundantes. La superficie arable utilizada corresponde a 19 180,49 hectáreas, las tierras arables son 111,97 ha, los pastos permanentes ocupan 963,84 hectáreas, mientras que los huertos para consumo propios son 0,58 hectáreas.
La mayor parte de los cultivos en Alcaudete son leñosos, ocupando una superficie de 18 225 hectáreas, siendo el olivar de aceituna de aceite el cultivo más extendido, tanto en regadío (5 986 ha), como en secano (12 170 ha). Por su parte, los cultivos herbáceos ocupan 36 hectáreas de la superficie municipal, siendo el tomate el principal cultivo de regadío (8 hectáreas), mientras que el cereal es el más destacado entre los cultivos herbáceos de secano (1 hectárea).
En cuanto a la ganadería, según el censo agrario de 2020, Alcaudete contaba con 23 explotaciones ganaderas de ovino y caprino, con un total de 3 887 cabezas de ganado y 388,70 unidades ganaderas totales. Por su parte, las explotaciones ganaderas de porcino eran 5, contando con 1306 cabezas de ganado y 373,66 unidades ganaderas totales.

### Industria y comercio
La industria es otro sector de importancia en la economía del municipio. Alcaudete cuenta con industria conservera, en la que se envasan productos hortícola. La industria de dulces y mantecados navideños comercializa sus productos tanto a nivel nacional como internacional, como las tradicionales hojaldrinas, receta creada por la familia Mata en 1949. Esta industria emplea un gran número de mano de obra femenina en el municipio. Otra actividad industrial de importancia es el sector de la transformación de la madera, que está orientado a la producción de mobiliario principalmente de cocina y oficina. Grupo Alvic, una importante firma del sector de la madera, tiene su sede central en Alcaudete, exportando sus productos a más de 100 países.
La extracción de yeso natural y su transformación es también una actividad industrial importante en Alcaudete, con empresas como ESCAYESCOS S.L., que elabora una amplia gama de productos elaborados de yeso, contando con unas instalaciones de 75.000 metros cuadrados, empleando a más de un centenar de trabajadores. Además en el municipio se encuentra una fábrica que produce estuches, bandejas y envases a partir de la transformación de termoplásticos.

### Turismo
Alcaudete cuenta con un rico patrimonio monumental y natural. Su Castillo Calatravo, sus murallas, iglesias, y la presencia de lugares como la zona recreativa río San Juan, la Vía verde del aceite, la Sierra Ahillo, la Laguna Honda, la Laguna del Chinche o el embalse de Vadomojón son algunos de los atractivos turísticos presentes en el municipio. A pesar de ello, Alcaudete no es un municipio que destaque por su alta recepción de turistas. En el año 2024, el municipio atrajo a 4.840 turistas, siendo los meses de octubre (579 turistas), mayo (531) y agosto (511) en los que más visitantes llegaron. Por el contrario, los meses de invierno recibieron a un menor número de turistas, siendo enero (227 turistas registrados) el mes en que llegaron menos visitantes al municipio.

### Evolución de la deuda viva municipal
El concepto de deuda viva contempla sólo las deudas con cajas y bancos relativas a créditos financieros, valores de renta fija y préstamos o créditos transferidos a terceros, excluyéndose, por tanto, la deuda comercial.
| Gráfica de evolución de la deuda viva del Ayuntamiento de Alcaudete entre 2008 y 2023   |
|                                                                                         |
| Deuda viva del Ayuntamiento, en miles de euros, según datos del Ministerio de Hacienda. |

## Comunicaciones y transportes

### Red de carreteras
El municipio de Alcaudete se encuentra localizado en un cruce de caminos, entre las provincias de Córdoba, Jaén y Granada. Por su término municipal discurren distintas carreteras tanto nacionales, autonómicas y provinciales.
La N-432 que comunica las ciudades de Badajoz y Granada cruza el término municipal de Alcaudete. Hasta el año 2005, la N-432 atravesaba el núcleo urbano de Alcaudete, sin embargo, la construcción de una variante al sur del municipio, evita actualmente el tránsito por el núcleo urbano. El antiguo ramal que atraviesa Alcaudete es conocido como N-432a. Esta nacional comunica el municipio con otras localidades importantes tanto de la provincia de Jaén como de la de Córdoba, por ejemplo Castillo de Locubín, Alcalá la Real o Baena.
En el término municipal finaliza la A-316, que tiene su inicio en Úbeda y que enlaza con la N-432. Comunica el término municipal con la localidad de Martos como carretera autonómica andaluza, y desde ahí se transforma en autovía, pasando por la ciudad de Jaén, siendo esta la ruta más cercana del municipio con la capital provincial. Está proyectada la continuación de la autovía desde Martos, denominada Autovía del Olivar, que comunicaría la Provincia de Jaén con la de Sevilla a través de Luque, Cabra, Lucena, Puente Genil y Estepa, enlazando con la A-92.
La A-6051 comunica el núcleo urbano de Alcaudete con la A-316 a través de la aldea de Venta de Pantalones, dentro del término municipal de Martos.
| Identificador | Denominación                                      | Itinerario                                      | Red                                       | Longitud (km) |
| ------------- | ------------------------------------------------- | ----------------------------------------------- | ----------------------------------------- | ------------- |
| N-432         | De Badajoz a Granada                              | Badajoz - Granada                               | Nacional                                  | 433           |
| A-316         | De Úbeda a carretera Granada-Córdoba              | Úbeda - N-432                                   | Carretera Autonómica Andaluza             | 97,22         |
| A-6051        | De A-316 a Alcaudete                              | Paso FF.CC.-N-432                               | Red complementaria de Jaén                | 13,22         |
| JA-3304       | Acceso a la Bobadilla                             | A-316 - La Bobadilla                            | Diputación provincial de Jaén             | 2,85          |
| JA-3307       | Las Casillas de Martos a Alcaudete                | A-316 - Alcaudete                               | Diputación provincial de Jaén             | 25,3          |
| JA-4305       | Fuente Álamo a Sabariego por San José y la Rábita | A-339 - N-432                                   | Diputación provincial de Jaén             | 15,08         |
| JA-4308       | Alcaudete a su Estación                           | Alcaudete - A-316                               | Diputación provincial de Jaén             | 2,17          |
| JA-4309       | Acceso a Noguerones                               | A-316 - Noguerones                              | Diputación provincial de Jaén             | 6,79          |
| JA-4310       | La Bobadilla a Noguerones                         | La Bobadilla Noguerones                         | Diputación provincial de Jaén             | 5,54          |
| JA-4311       | Noguerones a Límite de la Provincia               | Noguerones - JA-3308                            | Diputación provincial de Jaén             | 3,53          |
| JV-2233       | A-316 a Vado de Santa Rosa                        | A-316 - JA-4310 (Vado de Sta. Rosa)             | Red provincial de vías de interés agrario | 2,6           |
| JV-2234       | Alcaudete a Rio San Juan                          | N-432 (Alcaudete) - P.K. 4,83 (La Tejera Alta)  | Red provincial de vías de interés agrario | 4,83          |
| JV-2235       | Alcaudete a Fuente del Espino                     | Alcaudete - P.K. 9,21 (Arroyo del Puente Nuevo) | Red provincial de vías de interés agrario | 9,21          |

### Ferrocarril

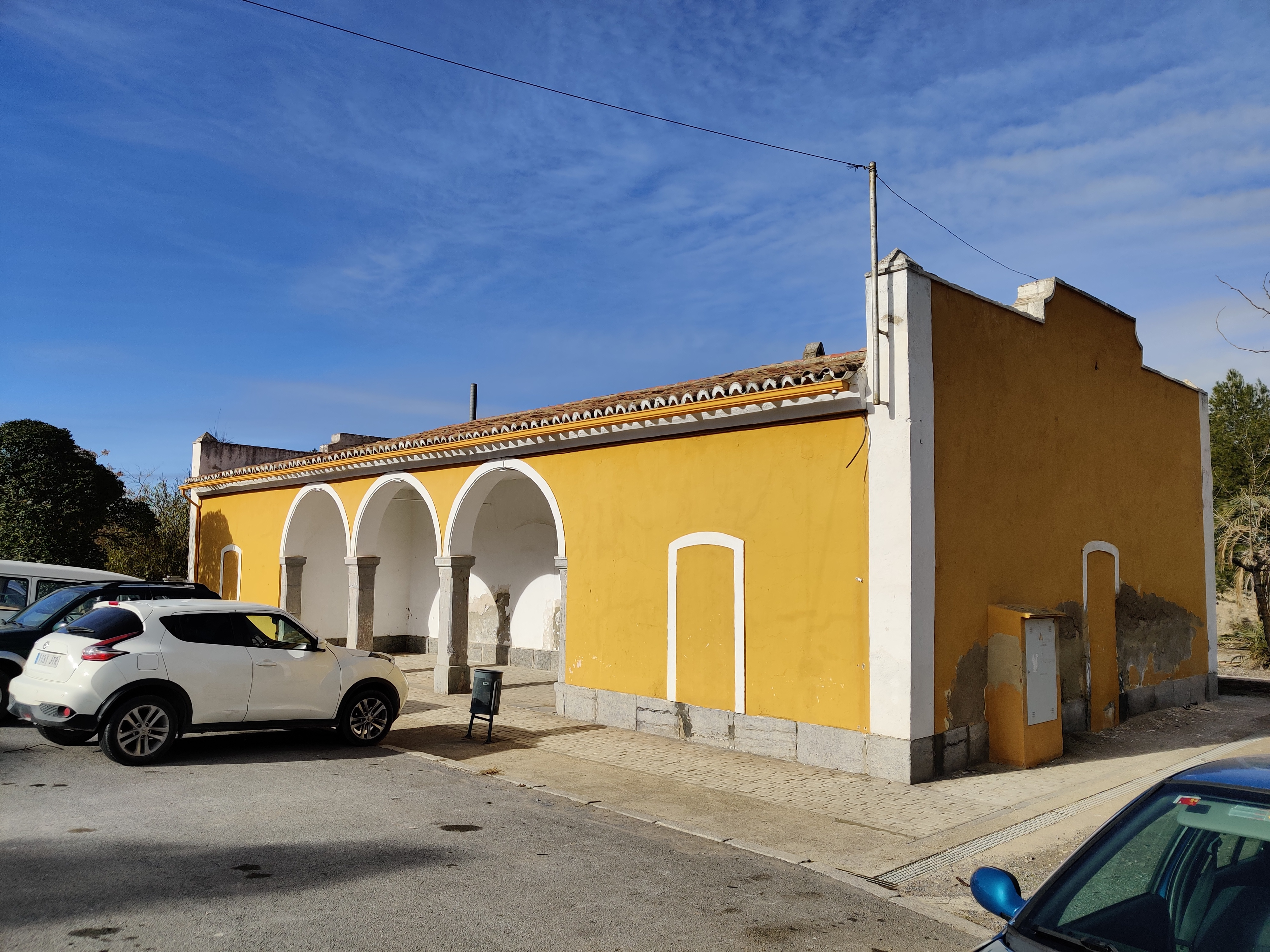
Antigua estación de tren de Alcaudete-Fuente de Orbe

Antiguamente el término municipal de Alcaudete contaba con una estación de ferrocarril localizada a 4 kilómetros al noroeste del núcleo principal. Formaba parte de la línea férrea que conectaba Linares y Puente Genil, conocida como “el ferrocarril del Aceite”. Estuvo en funcionamiento entre 1893 y 1984. El trazado fue desmantelo, siendo integrado en la vía verde del Aceite.

### Autobuses
Alcaudete cuenta con una estación de autobuses que conecta a la localidad con las principales ciudad más cercanas.
| Destino                                | Compañía  | Frecuencia                                           |
| -------------------------------------- | --------- | ---------------------------------------------------- |
| Jaén                                   | Damas     | 4 de lunes a viernes / 2 fines de semanas y festivos |
| Martos (por La Bobadilla y Noguerones) | Damas     | 1 diario                                             |
| Alcalá la Real                         | Contreras | 3 viajes diarios                                     |
| Granada                                | ALSA      | 3 viajes diarios                                     |
| Córdoba                                | ALSA      | 3 viajes diarios                                     |
| Málaga                                 | ALSA      | 1 viaje diario                                       |

### Parque de vehículos de motor
Según los datos aportados por el Instituto de Estadística de Andalucía, Alcaudete contaba en el año 2023 con 5 623 turismos, lo que suponía un ratio de 0,55 vehículos por cada ciudadano. En el año 2017, el municipio contaba con 3 licencias de taxis y 113 de vehículos para el transporte de mercancías. El número de vehículos matriculados en el año 2023 fue de 107.

## Organización político-administrativa

### Elecciones municipales
Las primeras elecciones municipales en Alcaudete se realizaron en el año 1979. UCD fue la fuerza vencedora con el 44,36% de los votos y 8 concejales, mientras que el PSOE alcanzó el 34,96% de los votos y 6 concejales, siendo el PCE la tercera fuerza con el 17,12%, obteniendo 3 concejales. A pesar de la victoria de la Unión de Centro Demócrata, el PSOE de la mano de Juan Vallejo Ortega obtuvo la alcaldía tras alcanzar un acuerdo con los concejales del Partido Comunista. Este mismo alcalde, revalidaría su puesto tras las elecciones municipales de 1983, esta vez sin necesidad de acuerdo con otros partidos, al obtener el Partido Socialista Obrero Español mayoría absoluta con el 61,26% de los votos y 11 concejales.
El Centro Democrático Social (CDS) ganó las elecciones municipales en 1987 con el 36,11% de los votos y 6 concejales. El PSOE fue segunda fuerza con 5 concejales (29,99% de los votos), mientras que IU-Ca obtuvo 4 concejales (21,15%) y Alianza Popular 2 concejales (12,75%). La victoria del CDS llevó a la alcaldía a Antonio Sarmiento Ortega.
Tras las elecciones municipales de 1991, el Partido Socialista comenzaría una etapa de monopolio político en el Ayuntamiento de Alcaudete, ganando las elecciones municipales de 1991, 1995, 1999, 2003, 2007, 2011, 2015, 2019 y 2023. Durante este periodo han sido alcaldes del municipio los socialistas Antonio Ruiz Povedano (dos legislaturas), Francisco Quero Funes (dos legislaturas), Valeriano Martín Cano (4 legislaturas) y Yolanda Caballero Aceituno, alcaldesa del municipio desde 2023, siendo la primera mujer en ostentar dicho cargo.
Desde el año 1991, el Partido Popular ha sido segunda fuerza política en las elecciones municipales de Alcaudete, logrando sus mejores resultados en el año 1995, cuando los populares quedaron a tan solo 67 votos de convertirse en la primera fuerza política del municipio.
| Elecciones municipales desde 1979                      |      |      |      |      |      |      |      |      |      |      |      |      |
|                                                        | 1979 | 1983 | 1987 | 1991 | 1995 | 1999 | 2003 | 2007 | 2011 | 2015 | 2019 | 2023 |
| PSOE                                                   | 6    | 11   | 5    | 12   | 7    | 10   | 11   | 9    | 11   | 12   | 13   | 10   |
| AP/PP                                                  | -    | 4    | 2    | 3    | 7    | 6    | 5    | 7    | 6    | 5    | 4    | 6    |
| VOX                                                    | -    | -    | -    | -    | -    | -    | -    | -    | -    | -    | 0    | 1    |
| PCE/IU                                                 | 3    | 1    | 4    | 2    | 3    | 1    | 1    | 1    | 0    | 0    | 0    | -    |
| SE PUEDE                                               | -    | -    | -    | -    | -    | -    | -    | -    | -    | 0    | -    | -    |
| UCD/CDS                                                | 8    | 1    | 6    | -    | -    | -    | -    | -    | -    | -    | -    | -    |
| AES                                                    | -    | -    | -    | -    | -    | -    | -    | -    | 0    | -    | -    | -    |
| PA                                                     | 0    | -    | -    | 0    | -    | 0    | 0    | 0    | 0    | 0    | -    | -    |
| En negrilla el partido más votado                      |      |      |      |      |      |      |      |      |      |      |      |      |
| Fuente: Datos de las elecciones municipales desde 1979 |      |      |      |      |      |      |      |      |      |      |      |      |

### Alcaldía
| Periodo   | Nombre                     | Partido |
| --------- | -------------------------- | ------- |
| 1979-1983 | Juan Vallejo Ortega        | PSOE    |
| 1983-1987 | Juan Vallejo Ortega        | PSOE    |
| 1987-1991 | Antonio Sarmianto Ortega   | UCD     |
| 1991-1995 | Antonio Ruiz Povedano      | PSOE    |
| 1995-1999 | Antonio Ruiz Povedano      | PSOE    |
| 1999-2003 | Francisco Quero Funes      | PSOE    |
| 2003-2007 | Francisco Quero Funes      | PSOE    |
| 2007-2011 | Valeriano Martín Cano      | PSOE    |
| 2011-2015 | Valeriano Martín Cano      | PSOE    |
| 2015-2019 | Valeriano Martín Cano      | PSOE    |
| 2019-2023 | Valeriano Martín Cano      | PSOE    |
| 2023-act. | Yolanda Caballero Aceituno | PSOE    |

## Patrimonio monumental

### El castillo-palacio de Alcaudete
El castillo fue reconstruido en el siglo XII, siendo este el citado por el geógrafo Edris en el año 1145, como el fuerte de Algaidak, donde había un mercado renombrado, por su situación entre Córdoba, Granada y Jaén. Este castillo es conocido como el Palacio, siendo el monumento más importante y representativo de Alcaudete. Se halla situado sobre un cerro que domina toda la ciudad.
En 1529 los señores de Alcaudete, con el título de Condes, reforman el castillo y lo acomodan para residencia suya y albergue de los huéspedes que en él reciben. Le dan el nombre de "Palacio", que como hemos mencionado aún conserva. Después del IV Conde de Alcaudete fue abandonado como vivienda. En el siglo XVII fue utilizado como hospital hasta el año 1755, en que un terremoto le causó grandes daños y fue abandonado. La casa de Frías liquidó sus bienes en el siglo XIX, incluido el castillo, que fue pasando de unos a otros hasta sus propietarios actuales: los herederos de los señores Soler y de Juan.
La fortaleza constaba de un cubo, o torre de homenaje, y cinco murallas. La torre, hecha de sillares, es cuadrada, de unos 40 m de altura. Tiene dos pisos que son don grandes salas, con la techumbre en forma de bóveda de cañón, y una ventana a cada lado. Las ventanas son moriscas, con parteluz. A la torre se sube por una rampa; al primer piso por escaleras; y al segundo, por una estrecha escalera de caracol. Dentro del primer recinto hay una gran sala rectangular, de techo tan alto que sobresale de las murallas. Debió emplearse para caballerizas. Hay también un aljibe para el agua de lluvia, y restos de una iglesia y campanario, probablemente, del siglo XIII, que no llegaron a construirse del todo. Varias “minas” o caminos subterráneos comunican al exterior.
Las murallas fueron cinco, de trazado irregular, con seis torres circulares que no ocupan los ángulos. Tienen saeteras y aspilleras, y están hechas de sillares, argamasa y mortero. Las piedras, posiblemente, se trajeron del cerro de la Pedraza. La primera muralla rodea la torre del homenaje y es la mejor conservada. De las otras quedan restos en las calles Lozano, Carril, Barrera y Fábrica del Conde. La puerta principal estaba entre dos torres muy próximas, orientadas al noroeste. Tenía un arco de herradura que los cristianos sustituyeron por un arco de medio punto. Había dos escudos, uno de Montemayor y otro, probablemente, de los Reyes Católicos.
El hecho más importante de su historia fue el grave asedio que sufrió en 1408, cuando fue atacado por Muhamat VII de Granada, que puso cerco a la ciudad con siete mil caballeros, doce mil peones, y bombardas y máquinas de guerra. Se estableció el campamento en el Ruedo Alto, y la tienda del rey donde hoy está la cruz que recuerda este hecho. El 18 de febrero de 1408, atacaron por tres veces, desde el amanecer hasta la puesta del sol. Martín Alonso de Montemayor, su hermano D. Diego, y el Comendador de Martos defendieron la plaza con sus hombres. Al día siguiente rechazaron por cuarta vez a los sarracenos. Entonces Muhamat mandó hacer una mina, dirigida al centro de la fortaleza. Desde el interior se dieron cuenta y contraminaron, con tal acierto, que dieron con el enemigo. Se trabó una terrible batalla que acabó, una vez más con la derrota de los asaltantes, que tuvieron que retirarse, pues los cadáveres amontonados les impedían seguir. Dos días más duró el ataque, valientemente rechazado por los cristianos, hasta que finalmente se retiraron los árabes, después de incendiar las villas y arboledas como venganza. En su retirada hacia Granada fueron de nuevo derrotados en Alcalá, por D. Alfonso Fernández de Aguilar.
El lugar donde estuvo la tienda de Muhamat, se le llamó el "Humilladero", en recuerdo de la derrota sufrida por el rey árabe. Más tarde se colocó allí una gran cruz de piedra, con la base en forma de corazón, a la que se llamó Cruz del Humilladero, y que actualmente se conserva.

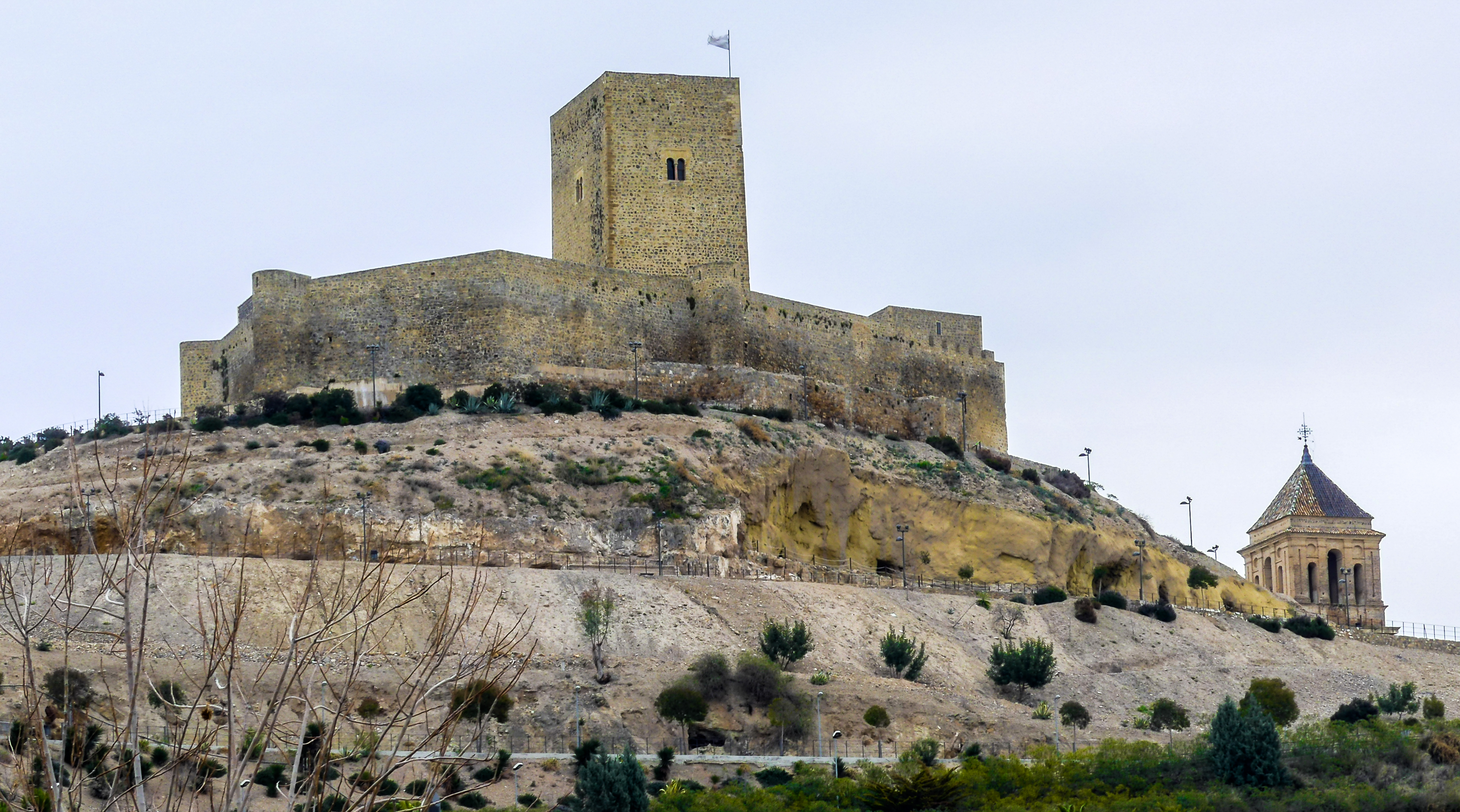
Castillo Calatravo de Alcaudete 
Alcaudete, situado en la encrucijada de caminos que unen Córdoba, Granada y Jaén, ha desempeñado un papel estratégico a lo largo de la historia. En la cumbre del cerro, se sitúa uno de los Castillos más importantes y mejor conservados de la Provincia de Jaén. De alcázar islámico pasa a ser fortaleza de la Orden Militar de Calatrava, para lo cual los Calatravos edificaron una imponente fortaleza que fue conocida como inexpugnable y que nunca fue conquistada por la fuerza de las armas. El buen estado de conservación de las estructuras defensivas originales y tras una cuidada restauración, ha convertido el Castillo de Alcaudete en uno de los puntos de parada obligada dentro de la Ruta de los Castillos y las Batallas y de la Ruta del Califato.

### Iglesia de Santa María la Mayor (sigloXV-XVII)

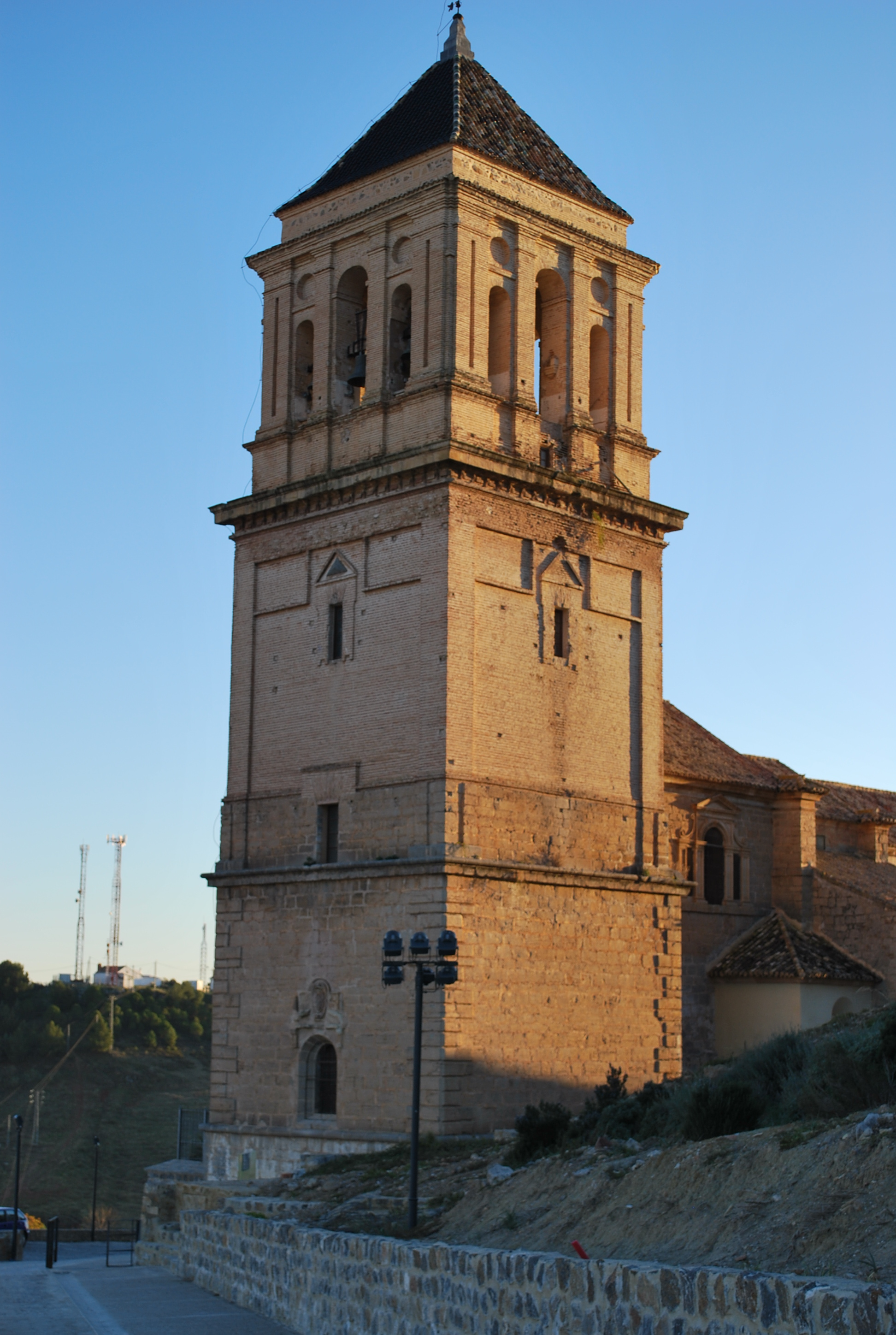
Torre de Santa María

Este templo ha sido declarado Bien de Interés Cultural a fecha de 3 de junio de 1931.

### Casa Consistorial de Alcaudete (sigloXVIII)
De la época del Barroco, dentro de la tipología de Chueca Goitia, perteneciente al movimiento barroco clasicista.
La Casa Consistorial de Alcaudete (provincia de Jaén), fue construida en la segunda mitad del siglo XVIII. Su interior, actualmente transformado, sólo conserva las trazas de la estructura original.
Del inmueble destaca la magnífica portada de la fachada principal que se adscribe al clasicismo barroco, fruto de la intervención de las directrices borbónicas que desde la fundación de la Real Academia de Bellas Artes de San Fernando en 1744, se propaga en edificios civiles y religiosos.
El edificio articula un espacio urbano de marcadas connotaciones histórico-urbanísticas, manifestándose como un hito conformando un lateral de la plaza 28 de Febrero, plaza mayor del pueblo y auténtico núcleo generador de la urbanística concéntrica de la población.
La Casa Consistorial de Alcaudete se conforma como un volumen cúbico, organizado en tres crujías, con alzado de tres plantas comunicadas mediante una escalera, situada al fondo de la crujía central, que marca la organización de las dependencias. A su vez, la crujía derecha articula un pequeño patio que aporta luz y ventilación a las habitaciones de las plantas primera y segunda.
En el exterior, la fachada principal presenta, en los dos cuerpos primeros simetría en los vanos, todos adintelados y cubiertos con reja en la zona baja y antepecho de hierro forjado en la superior. El inmueble conserva de su fábrica original la portada, construida en esmerada labor de cantería. Se ubica en el centro de la fachada y presenta un alzado de dos cuerpos; el primero, consta de un vano adintelado, decorado con medio bocel, flanqueado en sus laterales con pilastras arquitrabadas y traspilastras sobre pedestal, de festón resaltado en la caja, medios tondos en los extremos superiores y relieves cuadrilobulados en el pedestal. En el friso, marcando la clave, se ubica un escudo ovalado de campo liso, sobre placa recortada con contorno de pinjante.
En el segundo, preside un amplio balcón, que rebasa el eje vertical de la portada. A él se abre un vano adintelado con hornacina superior, de las mismas proporciones, que alberga la imagen de San Miguel Arcángel, patrón de la localidad. Un escudo ovalado en su clave muestra una inscripción que hace referencia al mismo. A ambos lados del balcón se encuentran dos escudos, apoyados sobre pseudopilastras. El escudo situado a la derecha pertenece a la villa de Alcaudete, siendo el dispuesto a la izquierda el escudo de armas del señorío de Alcaudete.
La fachada culmina con una tercera planta que sigue la verticalidad de la portada. Ésta responde a la reforma llevada a cabo en el inmueble entre 1926 y 1928.

### Iglesia de San Pedro (sigloXVI)
De estilo renacentista de planta salón de tres naves, cubiertas con bóvedas vaídas. Se edifica bajo un único proyecto de Francisco del Castillo. Es una iglesia renacentista de planta salón de tres naves, cubiertas con bóvedas vaídas, características de Vandelvira, excepto las bóvedas de la cabecera que son de cañón.

### Iglesia de la Encarnación (El Carmen)

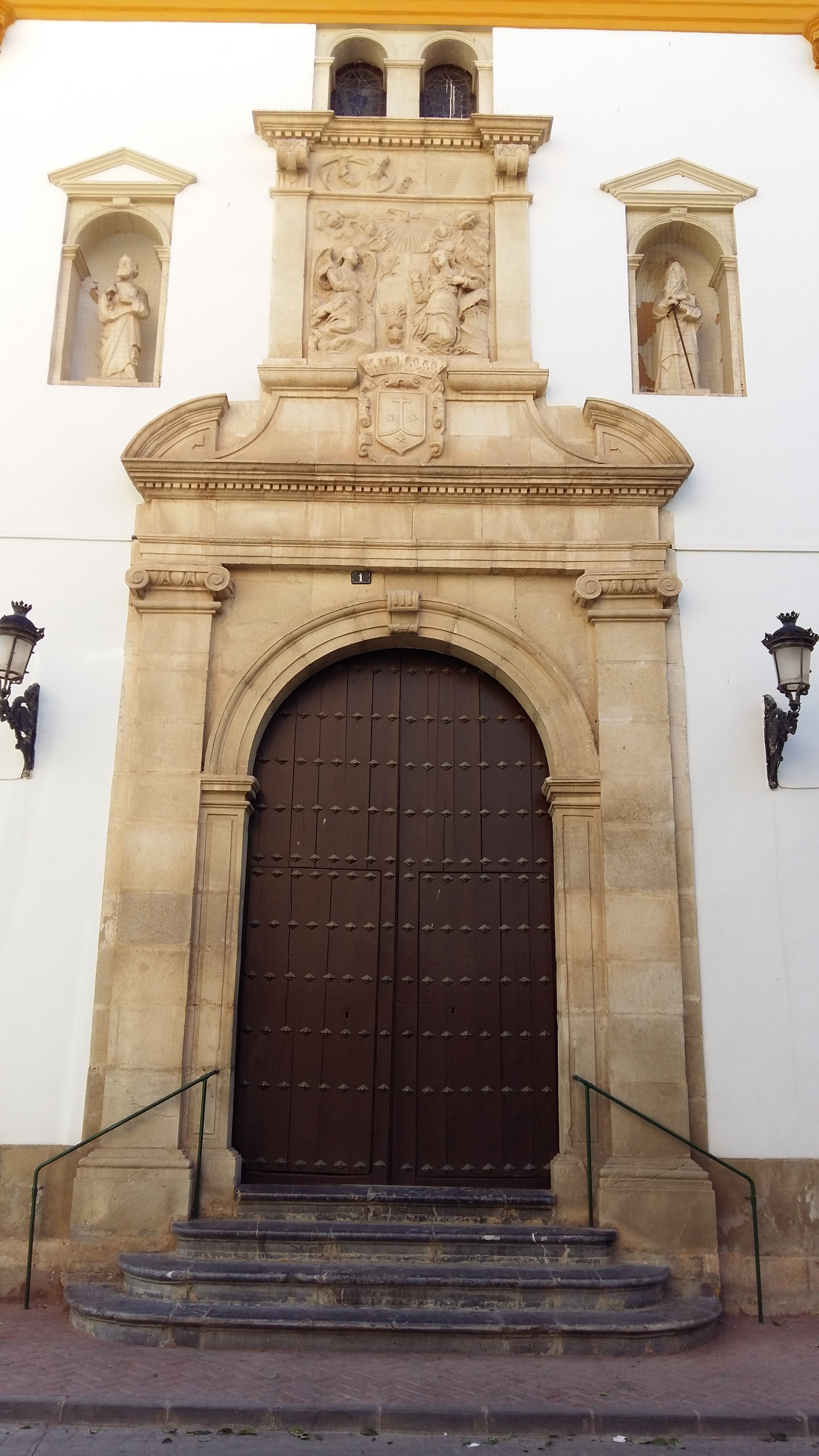
Portada de la Iglesia del Carmen.

De estilo manierista, con líneas arquitectónicas como las iglesias de los carmelitas descalzos. En su interior alberga imágenes de gran importancia artística, como Nuestro Padre Jesús Nazareno, el Santo Entierro o San Elías, atribuida al famoso escultor Pedro de Mena.

### Convento de Santa Clara (sigloXVI-XVII)
Pertenece a la orden de las clarisas de la orden de San Francisco. Convento fundado en el año 1500, formado por un abigarrado conjunto de edificios que se levantan en la parte antigua de la ciudad. Destaca especialmente su iglesia. La autorización eclesiástica para su fundación fue dada por el Pontífice Alejandro VI, en bula concedida en Roma en 1499. Sus fundadores fueron Alonso Fernández de Córdoba y su esposa, María de Velasco y pertenece a la orden de las Clarisas de la orden de San Francisco. Destaca su portada con columnas salomónicas, único ejemplar totalmente en piedra existente en la provincia, apareciendo superpuesta en dos pisos. Esta obra está relacionada con la de Hurtado Izquierdo en Córdoba o la fachada de la Universidad de Granada. La fachada se cree que pertenece al primer cuarto del siglo XVIII. La portada está construida con columnas salomónicas en piedra. La iglesia es de planta rectangular, tipo cajón, y está fechada entre los siglos XVI-XVII. En sus pies, la iglesia se prolonga por un coro bajo, separado de la misma por una celosía de inferior altura al resto del templo; además cuenta con otro coro, lateral al presbiterio. Por último, cuenta con una capilla que se erigió como sepultura de Martín de Córdoba, cuarto hijo del primer conde de Alcaudete. Posee una reja de principios del siglo XVII con el escudo nobiliario de los condes.

### Fuente de la Villa
La fuente de la Villa se encuentra situada en el centro de Alcaudete, en la mitad de la calle del Carmen, frente al Convento de la fuente de la Villa y la calle del Agua, la cual recibe este nombre porque la mayoría de sus viviendas se abastecían históricamente de su agua. Es posiblemente la fuente más importante de la ciudad, por encontrarse en el centro de ella, siendo ésta la más visitada y utilizada su agua por sus vecinos.
En 1775 se arregló la Fuente de la Villa, siendo corregidor de Alcaudete don Juan de Mesa. Se pusieron al pilar tres caños en lugar de los dos que anteriormente tenía. De esta agua, en su día, se cedía al Convento del Carmen la tercera parte como antes ocurría. Así mismo de ella se beneficiaban todos los vecinos colindantes hasta llegar al Convento de Santa Clara. Destaca de ella su gran pilar, utilizado como abrevadero para los animales en siglos pasados. Como antiguamente ocurría, el agua de esta fuente no se agota; los ciudadanos del municipio todavía beben de sus caños.

### Cementerio municipal de Santa Catalina
En 1807 se construyó el cementerio municipal de Alcaudete extramuros de la villa, junto a la ermita de Santa Catalina, en cumplimiento de la Real Cédula de 3 de abril de 1787 por la que Carlos III ordenaba que los camposantos fueran sacados de los cascos urbanos. La fecha se conoce gracias a la lápida fundacional que se conserva en el propio cementerio. Se conserva una tumba de 1822, y nunca se han cerrado sus puertas desde entonces.
Por este hecho se puede afirmar que es uno de los cementerios datados y conservados, más antiguos de la provincia de Jaén e incluso de España. La ermita de Santa Catalina a la que está adherido el cementerio, es uno de los monumentos más singulares del municipio. De la construcción original (del siglo XVI o anterior, existe una referencia en 1511) actualmente sólo queda la capilla mayor, integrada en el cementerio municipal. Esta capilla está decorada con un notable conjunto de pinturas murales fechables en la segunda mitad del siglo XVI y atribuidas a los Raxis, una de las principales familias de artistas del sur de España. En la actualidad todo este conjunto monumental forma parte de la Ruta Nacional de Cementerios de España que publica la Revista Adiós Cultural. Además en 2016, obtuvo el 3.º Premio al Mejor Cementerio de España.

## Fiestas
Semana Santa
La Semana Santa alcaudetense es el más claro exponente de difusión de la cultura y tradición del municipio. Con un amplio abanico de cofradías, agrupaciones religiosas y participación popular, la dotan de un gran arraigo etnológico. A pesar de su tamaño, el municipio de Alcaudete cuenta con 11 hermandades de penitencia, que organizan 19 procesiones por las calles de la localidad desde el Domingo de Ramos hasta el Domingo de Resurrección, con la excepción del Sábado Santo. Durante esa semana, un total de 23 pasos recorren las calles de la localidad. Además, durante la Semana Santa en Alcaudete podemos destacar la representación viviente de pasos litúrgicos, como “La Sentencia”, “El paso de Abraham”, “El paso de la Verónica” o “La venta de Jesús”, entre otros. Los desfiles de escuadras de romanos y la treintena de pasos procesionales hacen de esta Semana Santa una semana grande de pasión. Fue declarada de interés turístico regional en 2011.
Las hermandades penitenciales de Alcaudete son:
-Cofradía de la Entrada Triunfal de Jesús en Jerusalén, Nuestra Señora de la Esperanza y Cristo Resucitado. Procesiona el Domingo de Ramos y el Domingo de Resurrección.
-Cofradía de la Sagrada Oración de Jesús en el Huerto de Getsemaní, Nuestra Señora del Rosario en sus Misterios Dolorosos y Santa María Magdalena. Procesiona el Lunes Santo.
-Cofradía de San Elías y San Juan Evangelista. Procesiona el Martes Santo y en la mañana del Viernes Santo. 
-Antigua, Ilustre y Carmelitana Cofradía de Nuestro Padre Jesús Nazareno, Santísimo Cristo de la Expiración, Santísimo Cristo de la Columna y Santísima Virgen de la Amargura. Procesiona el Martes Santo, Miércoles Santo y en la mañana del Viernes Santo.
-Hermandad de Santa María del Mayor Dolor y Cofradía de Nazarenos de Nuestro Padre Jesús Cautivo en el Abandono de sus Discípulos y Nuestra Señora de las Nieves. Procesiona el Jueves Santo.
-Cofradía de la Santa Verónica y Santísimo Cristo de la Agonía. Procesiona el Martes Santo y en la mañana del Viernes Santo.
-Muy Ilustre y Venerable Cofradía del Santísimo Cristo de la Misericordia. Procesiona el Miércoles Santo.
-Archicofradía del Señor de la Humildad, Santísima Virgen de la Piedad, Santísima Virgen de la Antigua y Santo Entierro. Procesiona el Miércoles Santo, el Jueves Santo y el Viernes Santo.
-Antigua Cofradía de los Apóstoles. Representa los pasos vivientes en la mañana del Viernes Santo.
-Real Cofradía de Nuestra Señora de los Dolores y Santísima Virgen de la Soledad. Procesiona el Viernes Santo por la mañana y por la noche.
-Grupo Parroquial de la Santísima Virgen de las Lágrimas. Procesiona el Miércoles Santo.
Los pasos son llevados tanto por hombres como por mujeres, portados a hombro por el exterior o por el interior a costal o alhomadilla. Alcaudete cuando con una rica imaginería, destacando obras como la imagen de San Elías de Pedro de Mena o el Santo Entierro de José de Mora.
Los actos y procesiones realizadas durante la Semana Santa alcaudetense son: 
- Sábado de Pasión: A pesar de que no hay procesiones, se toma como inicio de la Semana Santa la primera 'levantá' de los pasos del Cristo de la Columna y la Virgen de la Amargura. Durante la noche del Sábado de Pasión se representa en la Plazuela del Carmen el primer paso viviente, el de la Sentencia de Jesús.[45]
- Domingo de Ramos: Durante la mañana se produce la procesión de los pasos de la Entrada Triunfal en Jerusalén (popularmente conocida como la Borriquita) y de la Virgen de la Esperanza, saliendo desde la Iglesia de San Pedro.
- Lunes Santo: En esta jornada, procesiona desde San Pedro el paso de la Oración en el Huerto y la Virgen del Rosario en sus misterios Dolorosos, acompañada por María Magdalena. Destaca de su procesión la subida de la empinada Cuesta de San Francisco.
- Martes Santo: Desde el Convento de Santa Clara procesiona la imagen de San Juan Evangelista, además de los pasos de la Columna y la Virgen de la Amargura. Bien entrada la noche, es el turno del Cristo de la Agonía, que portado a hombros en unas sencillas andas, recorre las calles de Alcaudete completamente apagadas, únicamente iluminada por los faroles y las antorchas que acompañan a la procesión. Esta imagen llega hasta las afueras del núcleo urbano, concretamente a la Ermita del Calvario, rezándose el Vía Crucis por el camino.[46]
- Miércoles Santo: Durante esta jornada, las tres principales iglesias de la localidad acogen procesiones. Desde la Iglesia de San Pedro, parte a media tarde la procesión de la Virgen de la Piedad. Ya por la noche, desde la Iglesia Mayor de Santa María parte la peculiar procesión del Cristo de la Misericordia, conocida como la de 'los Estudiantes', que recorre las calles de Alcaudete en absoluto silencio, encontrándose con la Virgen de las Lágrimas durante su recorrido, que sale desde El Carmen.
- Jueves Santo: Desde el Convento de Santa Clara procesiona la imagen del Cristo de la Expiración, acompañado en su paso por la Virgen María y Santa María Magdalena. Desde la Iglesia Mayor salen los pasos del Cristo de la Humildad, de José Navas Parejo, y la Virgen de la Antigua bajo palio. La Hermandad de las Nieves sale desde la Iglesia de San Pedro con sus dos pasos, el de Jesús Cautivo y el de la Virgen de las Nieves, que procesiona bajo un bello palio blanco.
- Viernes Santo: Esta jornada puede dividirse entre las cofrafías que procesionan por la mañana y las que lo hacen por la tarde. Durante la mañana del Viernes Santo procesiona desde la Iglesia del Carmen la bella imagen de San Elías, la Verónica desde San Pedro, la Virgen de los Dolores desde la Iglesia Parroquial de Santa María la Mayor y el paso de Jesús Nazareno, que sale desde la Iglesia del Carmen. Junto al paso de Jesús Nazareno, procesiona la Antigua Cofradía de los Apóstoles, que representan los pasos vivientes de la Venta de Jesús, el Prendimiento y el Buen y el Mal Ladrón a las 9:30h, el arrepentimiento de Judas a las 11h y el singular paso de Abraham a las 15h. De esta jornada destacan el encuentro de Jesús Nazareno y la Virgen de los Dolores junto a la Parroquia de Santa María la Mayor, y el de Jesús Nazareno y la Verónica en la Plaza. Por la noche, procesionan los pasos del Santo Entierro y el de la Virgen de la Soledad.
- Domingo de Resurrección: Procesiona la imagen de Jesús Resucitado desde la Iglesia de San Pedro. Uno de los momentos más bonitos es el encuentro de la imagen con la Virgen de las Nieves, ante las puertas del templo.[47]

Fiestas en honor a la Patrona la Virgen de la Fuensanta, “Velada”
Romería con motivo de las fiestas patronales de la Virgen de la Fuensanta, celebradas el 15 de agosto, suponen una fiesta en honor a la patrona. Dichas celebraciones comienzan en el último fin de semana de abril, donde se baja a la imagen desde su ermita, a la iglesia del Carmen o a la iglesia de Santa María la Mayor, situadas en el centro del casco urbano, hasta finales de mayo, que regresa de nuevo a su ermita. Las fiestas en honor a la patrona se celebran desde el siglo XIX.
Feria Real
Con sus orígenes en una Feria de Ganado y Hortofrutícola, en la actualidad es una de las mayores fiestas del municipio, que se celebran en la semana que comprende desde el 15 de septiembre hasta el 19 del mismo mes, en el parque municipal de la Fuensanta. Una de las muestras más importantes de esta feria y sus orígenes, es que aún se celebra un concurso hortofrutícola con subasta de sus productos el sábado de esa semana, que supone la muestra y valorización de frutas y verduras del término municipal.
Fiestas Calatravas
Desde el 2005, las Fiestas Calatravas se conciben como un proyecto de dinamización turística, recreaciones, talleres, artesanía y fiesta tematizada, enmarcado en el programa de Ruta de los Castillos y las Batallas de la provincia de Jaén. Durante el segundo fin de semana del mes de julio, Alcaudete viaja al medievo, para mostrar a los ciudadanos y visitantes, como fue el municipio en la época medieval.

## Hermanamientos
- Manlleu, España
- Santa Margarita de Montbuy, España